# Пичугов, Виктор Петрович
Виктор Петрович Пичугов (род. 24.12.1924, Владимирская область) — командир миномёта 483-го артиллерийского горноминомётного полка, сержант.

## Биография
Родился 24 декабря 1924 года в деревне Глазово Сергеевского сельского совета Камешковского района Владимирской области. Образование 5 классов. Работал в промысловой кооперации.
В Красной Армии с августа 1942 года. Проходил службу в учебном полку. На фронте в Великую Отечественную войну с апреля 1943 года. Участвовал в боях по освобождению Крыма, Донбасса, Прибалтики, воевал в Восточной Пруссии.
Командир миномётного расчёта 483-го артиллерийского горноминомётного полка сержант Пичугов отличился в боях за освобождение Севастополя.
Гитлеровцы отчаянно удерживали один из ключевых подступов к городу — Сапун-гору, установив на ней многочисленные огневые точки. 8 мая 1944 года сержант Пичугов во время артиллерийской подготовки метким огнём из миномёта подавил вражеский дзот и четыре пулемётных точек, вывел из строя противотанковое орудие и уничтожил свыше отделения живой силы. Своими действиями Пичугов помог нашей пехоте захватить позиции противника.
8 мая 1944 года за мужество и героизм, проявленные в боях, сержант Пичугов Виктор Петрович награждён орденом Славы 3-й степени.
Сержант того же полка и армии Пичугов с расчётом 4 февраля 1945 года в бою близ города Бартенштайн заставил замолчать две пулемётных точки и орудие фашистов, истребил свыше десяти солдат.
Приказом по 2-й гвардейской армии от 28 марта 1945 года за мужество и героизм, проявленные в боях с немецко-вражескими захватчиками, сержант Пичугов Виктор Петрович награждён орденом Славы 2-й степени.
14 апреля 1945 года подразделение миномётчиков под командой сержанта Пичугова в районе города Пиллау, отбивая контратаку противника, уничтожило более двадцати противников, подавило две пулемётные точки.
Указом Президиума Верховного Совета СССР от 29 июня 1945 года за мужество, отвагу и героизм, , сержант Пичугов Виктор Петрович награждён орденом Славы 1-й степени.
В 1947 году демобилизован. Работал слесарем Краснодарского опытного завода «Нефтемашремонт». Живёт в городе Краснодар. Участник Парада Победы 24 июня 1945 года.
Награждён тремя орденами Славы, орденами Отечественной войны 1-й и 2-й степени, Трудового Красного Знамени, медалями.